# 19 (альбом)
«19» — дебютний студійний альбом британської соул-співачки Адель, представлений 28 січня 2008 року під лейблом XL Recordings. Після випуску із Лондонської школи виконавського мистецтва і технологій у квітні 2006 року вона почала публікувати пісні і записала демо, яке складалось із 3 пісень, для навчальних цілей та передала своєму другу, який завантажив це демо на Myspace. Пісні набрали популярності, що стало причиною інтересу від музичного лейблу та підписанням контракту у 17-річному віці. Під час роботи із представниками лейблу Адель познайомилась із продюсером Джимом Аббіссом, який згодом став продюсером більшості пісень її дебютного альбому.
Назва альбому символізує вік, у якому співачка записувала та випустила альбом. Більшість пісень Адель написала самостійно, а також долучила декількох авторів та продюсерів (таких як Джим Аббісс, Еґ Вайт та Саша Скарбек). У результаті було представлено альбом у стилі «блакитноокий блюз», у якому також зустрічається звучання у стилях фольк-рок, інді-поп та джаз, а тематика текстів — це любовні стосунки та ностальгія. Після виходу альбом отримав загальне схвалення від музичних критиків, які високо оцінили вокал співачки, а також талант до написання пісень у такому юному віці. «19» отримав численні нагороди, серед яких Mercury Prize та European Border Breakers Award. На 51-й церемонії «Греммі» Адель перемогла у номінаціях «Найкращий новий артист або музичний колектив» та «Найкраще жіноче поп-вокальне виконання».
Чотири пісні із альбому були представлені як сингли, два з яких — «Chasing Pavements» та «Make You Feel My Love» — увійшли у першу десятку британського чарту, а сингл «Make You Feel My Love» став першим для Адель у чарті Billboard Hot 100. До альбому також увійшла перша пісня співачки під назвою «Hometown Glory», яку вона написала у віці 16-ти років. Загалом платівка здобула міжнародний успіх, очоливши чарт Великої Британії та Нідерландів; ще у 15-ти країнах альбом увійшов у топ 10 (включно із такими країнами як Австралія, Бразилія та США). Альбом став 8 разів платиновим за версією BPI, та тричі сертифікований як платиновий за версією RIAA. Загалом по всьому світу продано понад 6 з половиною мільйонів копій.

## Список композицій
| 19 – Стандартне видання | 19 – Стандартне видання  | 19 – Стандартне видання                                     | 19 – Стандартне видання | 19 – Стандартне видання |
| #                       | Назва                    | Автор                                                       | Продюсер(и)             | Тривалість              |
| ----------------------- | ------------------------ | ----------------------------------------------------------- | ----------------------- | ----------------------- |
| 1.                      | «Daydreamer»             | Адель Адкінс                                                | Jim Abbiss              | 3:41                    |
| 2.                      | «Best for Last»          | Адкінс                                                      | Abbiss                  | 4:19                    |
| 3.                      | «Chasing Pavements»      | Адкінс Eg White                                             | Eg White                | 3:31                    |
| 4.                      | «Cold Shoulder»          | Адкінс Sacha Skarbek                                        | Mark Ronson             | 3:12                    |
| 5.                      | «Crazy for You»          | Адкінс                                                      | Abbiss                  | 3:28                    |
| 6.                      | «Melt My Heart to Stone» | Адкінс White                                                | White                   | 3:24                    |
| 7.                      | «First Love»             | Адкінс                                                      | Abbiss                  | 3:10                    |
| 8.                      | «Right as Rain»          | Адкінс Leon Michels Jeff Silverman Nick Movshon Clay Holley | Abbiss                  | 3:17                    |
| 9.                      | «Make You Feel My Love»  | Bob Dylan                                                   | Abbiss                  | 3:32                    |
| 10.                     | «My Same»                | Адкінс                                                      | Abbiss                  | 3:16                    |
| 11.                     | «Tired»                  | Адкінс White                                                | White                   | 4:19                    |
| 12.                     | «Hometown Glory»         | Адкінс                                                      | Abbiss                  | 4:31                    |
| 43:40                   |                          |                                                             |                         |                         |

| 19 – Тайванське обмежене видання (бонусне відео) | 19 – Тайванське обмежене видання (бонусне відео) | 19 – Тайванське обмежене видання (бонусне відео) | 19 – Тайванське обмежене видання (бонусне відео) |
| #                                                | Назва                                            | Режисер(и)                                       | Тривалість                                       |
| ------------------------------------------------ | ------------------------------------------------ | ------------------------------------------------ | ------------------------------------------------ |
| 13.                                              | «Chasing Pavements»                              | Mathew Cullen                                    | 3:41                                             |
| 47:21                                            |                                                  |                                                  |                                                  |

| 19 – Японське видання (бонусні треки) | 19 – Японське видання (бонусні треки) | 19 – Японське видання (бонусні треки) | 19 – Японське видання (бонусні треки) | 19 – Японське видання (бонусні треки) |
| #                                     | Назва                                 | Автор                                 | Продюсер(и)                           | Тривалість                            |
| ------------------------------------- | ------------------------------------- | ------------------------------------- | ------------------------------------- | ------------------------------------- |
| 13.                                   | «Painting Pictures»                   | Адкінс                                | Abbiss                                | 3:34                                  |
| 14.                                   | «Now and Then»                        | Адкінс                                | Abbiss                                | 3:24                                  |
| 15.                                   | «That's It, I Quit, I'm Moving On»    | Del Serino Roy Alfred                 | Адкінс Richard Wilkinson              | 2:12                                  |
| 52:50                                 |                                       |                                       |                                       |                                       |

| 19 – Обмежене видання для США (бонусний диск) | 19 – Обмежене видання для США (бонусний диск) | 19 – Обмежене видання для США (бонусний диск) | 19 – Обмежене видання для США (бонусний диск) |
| #                                             | Назва                                         | Автор                                         | Тривалість                                    |
| --------------------------------------------- | --------------------------------------------- | --------------------------------------------- | --------------------------------------------- |
| 1.                                            | «Right as Rain» (live)                        | Адкінс Michels Silverman Movshon Holley       | 3:28                                          |
| 2.                                            | «Melt My Heart to Stone» (live)               | Адкінс White                                  | 3:21                                          |
| 3.                                            | «My Same» (live)                              | Адкінс                                        | 3:02                                          |
| 4.                                            | «That's It, I Quit, I'm Movin' On» (live)     | Serino Alfred                                 | 2:21                                          |
| 5.                                            | «Chasing Pavements» (live)                    | Адкінс White                                  | 3:49                                          |
| 15:21                                         |                                               |                                               |                                               |

| 19 – Збільшене видання (бонусний диск) – акустичні записи із Hotel Café у Лос-Анджелесі від 20 березня 2008 | 19 – Збільшене видання (бонусний диск) – акустичні записи із Hotel Café у Лос-Анджелесі від 20 березня 2008 | 19 – Збільшене видання (бонусний диск) – акустичні записи із Hotel Café у Лос-Анджелесі від 20 березня 2008 | 19 – Збільшене видання (бонусний диск) – акустичні записи із Hotel Café у Лос-Анджелесі від 20 березня 2008 |
| # | Назва | Автор | Тривалість                                                                                                  |
| --- | --- | --- | --- |
| 1. | «Chasing Pavements»                                                                                         | Адкінс White                                                                                                | 3:52 |
| 2. | «Melt My Heart to Stone»                                                                                    | Адкінс White                                                                                                | 3:21 |
| 3. | «That's It, I Quit, I'm Movin' On"»                                                                         | Serino Alfred                                                                                               | 2:07 |
| 4. | «Crazy for You»                                                                                             | Адкінс | 3:43 |
| 5. | «Right as Rain»                                                                                             | Адкінс Michels Silverman Movshon Holley                                                                     | 3:32 |
| 6. | «My Same»                                                                                                   | Адкінс | 3:05 |
| 7. | «Make You Feel My Love»                                                                                     | Dylan | 3:52 |
| 8. | «Daydreamer»                                                                                                | Адкінс | 3:41 |
| 9. | «Hometown Glory»                                                                                            | Адкінс | 3:48 |
| 10. | «Many Shades of Black» (з The Raconteurs)                                                                   | Brendan Benson Джек Вайт                                                                                    | 4:28 |
| 33:29 | | | |

## Чарти
Тижневі чарти
| Чарт (2008—2017)                             | Позиція |
| -------------------------------------------- | ------- |
| Австралія (ARIA)                             | 3       |
| Австрія (Ö3 Austria Top 40)                  | 29      |
| Бельгія (Фландрія) (Ultratop)                | 9       |
| Бельгія (Валлонія) (Ultratop)                | 38      |
| Бразилія (ABPD)                              | 5       |
| Чехія (IFPI Чехія)                           | 10      |
| Канада (Canadian Albums Chart) (Billboard)   | 4       |
| Данія (Hitlisten)                            | 14      |
| Нідерланди (MegaCharts)                      | 1       |
| Фінляндія (Suomen virallinen lista)          | 26      |
| Франція (SNEP)                               | 15      |
| Німеччина (GfK Entertainment Charts)         | 15      |
| Німеччина (Independent Albums) (IFPI Greece) | 6       |
| Греція (International Albums) (IFPI Greece)  | 12      |
| Угорщина (Mahasz)                            | 25      |
| Ірландія (IRMA)                              | 2       |
| Італія (FIMI)                                | 20      |
| Японія (Oricon Albums Chart) (Oricon)        | 38      |
| Мексика (Top 100 Mexico) (AMPROFON)          | 35      |
| Нова Зеландія (RMNZ)                         | 3       |
| Норвегія (VG-lista)                          | 7       |
| Польща (ZPAV)                                | 9       |
| Португалія (AFP)                             | 27      |
| Росія (2M)                                   | 15      |
| Шотландія (Official Charts Company)          | 1       |
| Іспанія (PROMUSICAE)                         | 5       |
| Швеція (Sverigetopplistan)                   | 11      |
| Швейцарія (Schweizer Hitparade)              | 15      |
| Велика Британія (Official Charts Company)    | 1       |
| США (Billboard 200)                          | 4       |

## Сертифікація та продажі
| Країна                        | Сертифікат (таблиця продажів та сертифікатів) | Продажі    |
| ----------------------------- | --------------------------------------------- | ---------- |
| Австралія (ARIA)              | 2× Платина                                    | +213,000   |
| Бельгія (BEA)                 | 2× Платина                                    | +60,000    |
| Канада (Music Canada)         | 3× Платина                                    | +240,000   |
| Данія (IFPI)                  | 2× Платина                                    | +60,000    |
| Фінляндія (Musiikkituottajat) | Золото                                        | 15,709     |
| Німеччина (BVMI)              | Платина                                       | +200,000   |
| Італія (FIMI)                 | Платина                                       | +70,000    |
| Мексика (AMPROFON)            | Золото                                        | +40,000    |
| Нідерланди (NVPI)             | 2× Платина                                    | +120,000   |
| Нова Зеландія (RMNZ)          | 2× Платина                                    | +30,000    |
| Іспанія (PROMUSICAE)          | Платина                                       | +80,000    |
| Швейцарія (IFPI)              | Платина                                       | +30,000    |
| Велика Британія (BPI)         | 8× Платина                                    | +2,400,000 |
| США (RIAA)                    | 3× Платина                                    | +1,000,000 |